# Kostel svatého Jana Křtitele (Bardejov)
Kostel svatého Jana Křtitele se nachází na Františkánské ulici v historickém centru Bardejova. Tento kostel je součástí klášterního komplexu, který patřil františkánům. Je zasvěcen svatému Janu Křtiteli. Je orientován tradičně, hlavní oltář je na východní straně.

## Historie

### 14.–15. století
Kostel svatého Jana Křtitele je považován za druhou nejvýznamnější sakrální stavbu nacházející se v Bardejově (po kostele svatého Egídia). Datování počátku výstavby tohoto kostela není jisté, protože letopočty se v různých pramenech liší. Některé prameny uvádějí počátek stavby v roce 1380, jiné datují počátek stavby tohoto kostela do roku 1466, je pravděpodobné, že byl postaven na místě staršího gotického augustiniánského kostela. O této starší verzi kostela však chybí informace. Podnět ke stavbě nového kostela dal kolem roku 1466 kanonický řád augustiniánů. Původně byl postaven v gotickém slohu. Nejprve byla postavena jihovýchodní část kostela s presbytářem. V roce 1481 bylo instalováno kamenné ostění. Kameny byly dovezeny z lomu v Gonezu pod Hegyaljou. Nakonec byl řád augustiniánů z města Bardejova násilně vyhnán.

### 16. století
V roce 1505 byl kostel zcela dokončen díky příspěvku vdovy po měšťanovi Antonovi. Š. Lapicida alias Pfeylera a jeho pomocníků.

### 17. století
Po určitou dobu patřil tento kostel evangelíkům. Ti jej opravili a konali zde své bohoslužby, ale příliš dlouho se zde nezdrželi. V roce 1670 dostali františkáni díky císaři Leopoldovi I. opravený kostel od královské koruny. Kostel pak několikrát vyhořel. V 70. letech 16. století byl opraven a obohacen o barokní prvky.

### 18. století
Podle záznamů vysvětil tři nové zvony v roce 1728 jagerský biskup Juraj Soger. První, velký zvon, nese jméno patrona kostela Jana Křtitele. Druhý, malý zvon byl pojmenován na počest svatého Františka. A konečně třetí, nejmenší zvon, nese jméno svatého Antonína Paduánského. Jednalo se o významnou událost, které se zúčastnilo asi 1000 lidí. V roce 1725 postihlo město zemětřesení, které klášterní kostel značně poškodilo. Tato událost donutila františkány začít s přestavbou kostela a kláštera v barokním stylu. O opravách kostela a kláštera vedli františkáni podrobné záznamy. Tyto záznamy obsahovaly výši příspěvku a také jméno osoby. V letech 1757-1780 proběhlo mnoho oprav, přičemž si kostel stále zachoval část svého gotického rázu. Dokládají to stěny, okna a svatyně s původním gotickým zasklením. Vznikl například horní ambit ke kostelu. Zedníci změnili vzhled oken v lodi, celý prostor byl nově zaklenut, opraveno bylo gotické okno v západní části a přistavěn chór. V roce 1760 vytvořili františkáni dva nové oltáře. Oltář svaté Anny a oltář Panny Marie Čenstochovské. Současně byly opraveny dva starší oltáře, oltář svatého Kříže a svatého Antonína. Obnoveny byly obrazy křížové cesty, které byly zničeny za přítomnosti protestantů. V roce 1768 byla pod záštitou gvardiána Matyáše Cepese opravena střecha kostela. V roce 1774 byla postavena kazatelna. Oltář svatého Františka namaloval bardejovský malíř Jozef Mirovský. Finanční podporu na tuto opravu oltáře poskytlo laické bratrstvo svatého Františka. Dne 1. srpna 1780 byl postaven velký oltář, který vznikal ještě za gardisty Patrika Valáška. Na jeho stavbu bylo vynaloženo 500 rýnských. Údajně kvůli novému oltáři muselo být zazděno okno směřující do náměstí. V roce 1782 se vylilo z koryta řeky Topľa, což způsobilo poškození krypty kostela. Přesto historie františkánského kláštera pokračovala až do roku 1949. V současné době probíhají na kostele restaurátorské práce.

## Popis kostela

### Exteriér
Podélný jednolodní kostel zakončený na východní straně polygonálním presbytářem. Na průčelí lze nalézt opěrný systém podpírající loď a presbytář. Tento opěrný systém tvoří původní gotické pilíře, které prošly drobnými úpravami památkářů. Kolem presbytáře jsou opěrné pilíře prolomeny. Na této stavbě byly použity dva typy oken, a to šikmá a půlkruhová. Půlkruhová okna jsou podél celé lodi a lomená v presbytáři. V presbytáři na východní straně je nyní zazděné okno s původní gotickou trojlistou kružbou. Všechna lomená okna v presbytáři zdobí vitráže. Jednotlivé vitráže zobrazují Nejsvětější srdce Páně, Pannu Marii, obraz svatého Antonína a svatého Františka. Průčelí získává středověký vzhled s charakteristickou nerovností zdí. Okraj střechy lemuje kamenná atiková římsa. Střecha kostela je mělká a sedlová, zakončená sanktusníkem. Průčelí orientované na západní stranu je tvořeno segmentově zakončeným portálem. Nad portálem se nachází kartuš s reliéfním znakem františkánů. Nejvýraznějším prvkem na štítovém průčelí je nově objevené gotické okno odkryté zvenčí. Zdobí ho kružba s motivem plaménku a pod ním je nejjednodušší typ kružby, tzv. jeptišky.

### Interiér
Podélný presbytář je zaklenut dvěma křížovými klenbami a pětibokým závěrem. Tato klenba je nasazena na pilířové opěráky, pod nimiž se nachází trojlistý ornament. Loď je tvořena dvěma poli zaklenutými českou plackou s meziklenbovými pásy. Tyto pásy dosedají na vpadlé pilíře s profilovanými hlavicemi. Od presbytáře je oddělena segmentovým triumfálním obloukem. Presbytář je od hlavní části kostela rovněž oddělen skupinou sloupů v kompozitním stylu. Na těchto sloupech se nacházejí akantové listy, nad nimiž jsou menší voluty, a střed tvoří výzdoba tvořená okénkem ve tvaru vejce a šipky. Sloupy jsou inspirovány římskými sloupy, protože jejich vzhled není orientován na čelní pohled, jak je tomu obvykle u řeckých sloupů. Hlavní oltář tohoto kostela byl postaven ve druhé polovině 18. století. Ostatní oltáře vznikly po posledním požáru kostela v roce 1878. Varhanní kruchta obrácená k západu je klenební, podepřená dvěma pilíři. Nakonec je vstup do kostela vymezen malou předsíní.

### Vybavení kostela
Varhany pocházejí z roku 1891. Nástěnné malby byly naposledy restaurovány v roce 1903. Většina vnitřního vybavení, jako jsou oltáře, kazatelna a křížová cesta, vycházejí z novogotického slohu druhé poloviny 19. století. Poslední opravy interiéru byly provedeny v roce 1990. Při těchto opravách byly vyměněny kostelní lavice.

## Rekonstrukce

### Hlavní portál na severní straně kostela
Co se týče oprav kostela, byly nyní učiněny dva významné objevy z období gotiky. Díky Památkovému ústavu, středisku Prešov, byl proveden průzkum a následná oprava fasády kostela svatého Jana Křtitele. Během tohoto průzkumu bylo objeveno zazděné gotické okno. Následovalo odkrytí okna z vnější strany a podrobnější průzkum jednotlivých částí. Ve velmi špatném stavu byly nalezeny také kamenné kvádry opěrných pilířů a kamenná atiková římsa. Památkáři určili způsob, jakým bude fasáda upravena. Dospěli k závěru, že nejekonomičtější a nejhodnotnější bude použít stejnou techniku, jaká se používala ve středověku, tj. použít pouze přírodní materiály. Jejich cílem bylo, aby při těchto opravách byla budova co nejméně poškozena. Z tohoto důvodu se vyhnuli použití moderních technologií a materiálů, jako je břizolit nebo cementová omítka. Dnes již upravená podoba fasády připomíná vzhled kostela svatého Jana Křtitele z konce středověku.
Druhým významným objevem na tomto kostele byl portál na severní straně. Zajímavé je, že existence tohoto portálu byla známa již od roku 1880. Viktor Miškovský, rodák z Bardejova, který působil v Košicích jako profesor, nakreslil kostel svatého Jana Křtitele ze severní strany. No, na jeho kresbě nebyl jeden portál jako nyní, ale byly tam dva. Nicméně jeho kresba se zcela neshodovala s polohou portálu, protože tuto kresbu nedělal na místě, v Bardejově, ale kreslil ji zpaměti v Košicích. Miškovský na své kresbě zobrazil portál jako jednoduchý gotický portál, hlavní portál, který vedl do lodi kostela. Tento portál se vyznačoval bohatou pozdně gotickou výzdobou. Mříže ohraničující portál se pravidelně opakují a mají v průřezu různé geometrické tvary s hladkým povrchem. Sloupky se ohýbají do lomeného oblouku, tak typického pro gotické období. Tento portál je rovněž zdoben tympanonem vyplněným freskou s ornamentálním motivem. Klenba je dvakrát zalomená a pruty jsou zakončeny tzv. oslím hřbetem. V klenbě je také malá konzola, která pravděpodobně sloužila jako podstavec pro sochařskou výzdobu. Nakonec je shora kladí zarovnáno jednoduchou římsou.

## Galerie

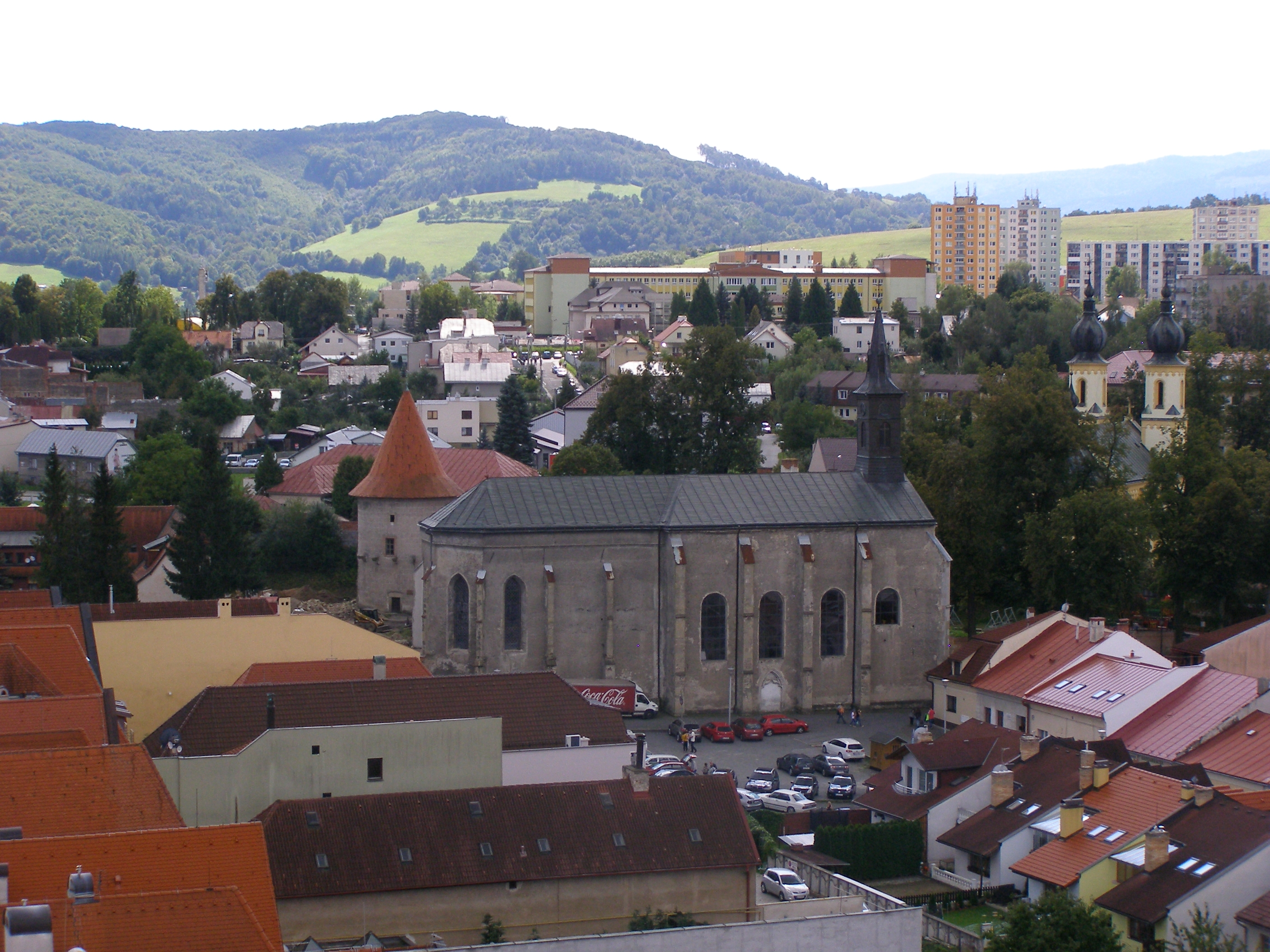
pohled na kostel
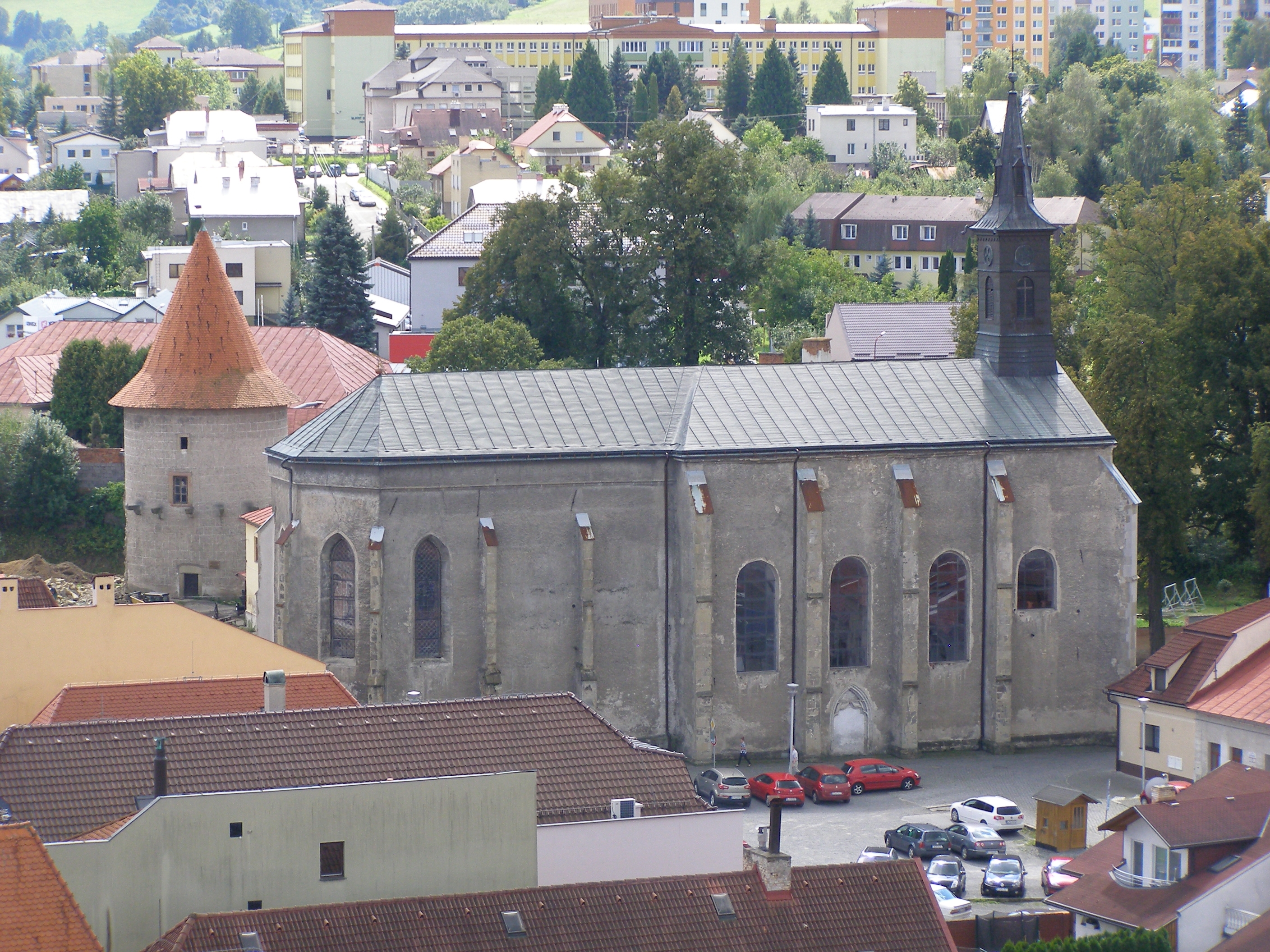
pohled na kostel
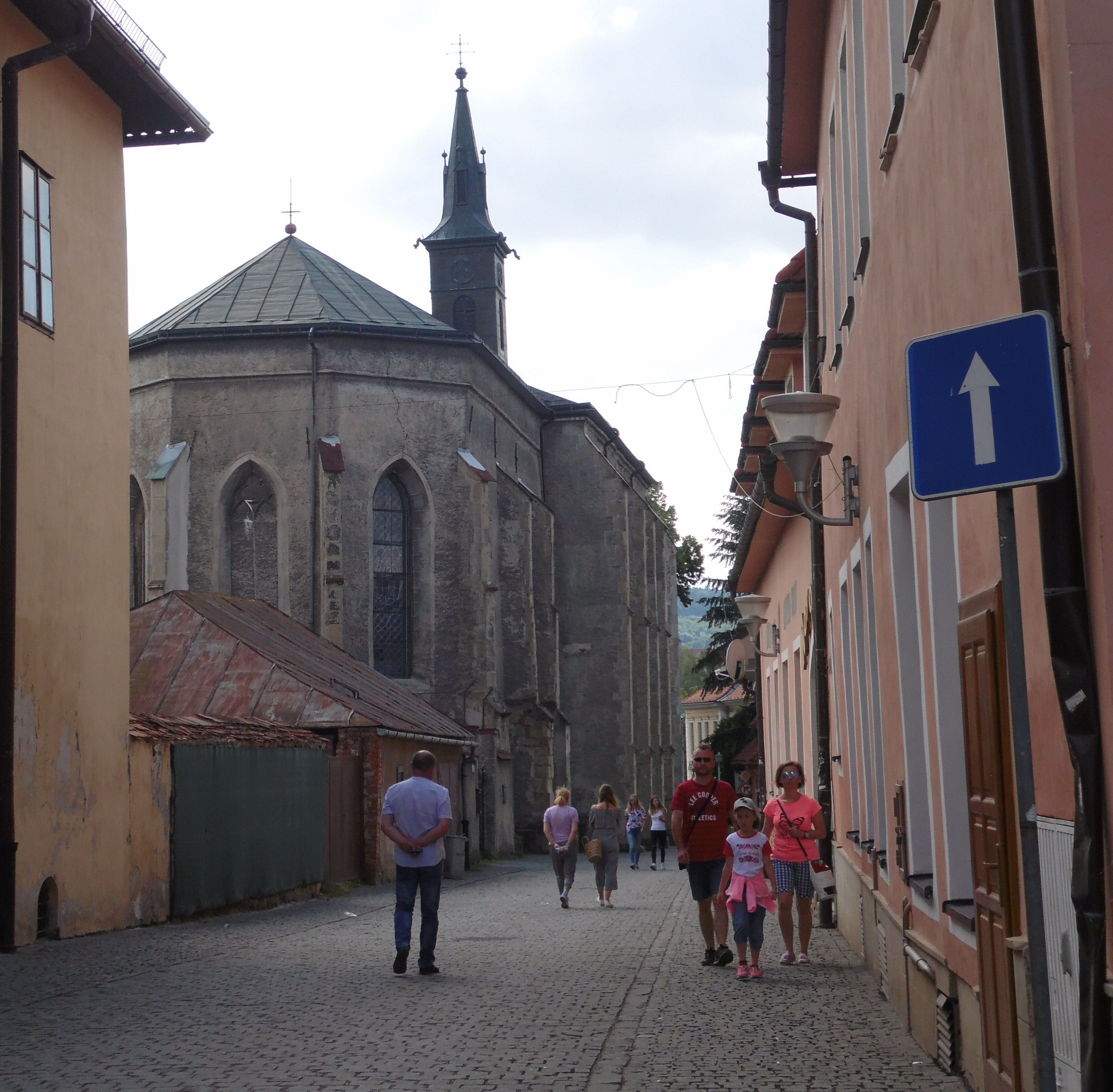
pohled na kostel
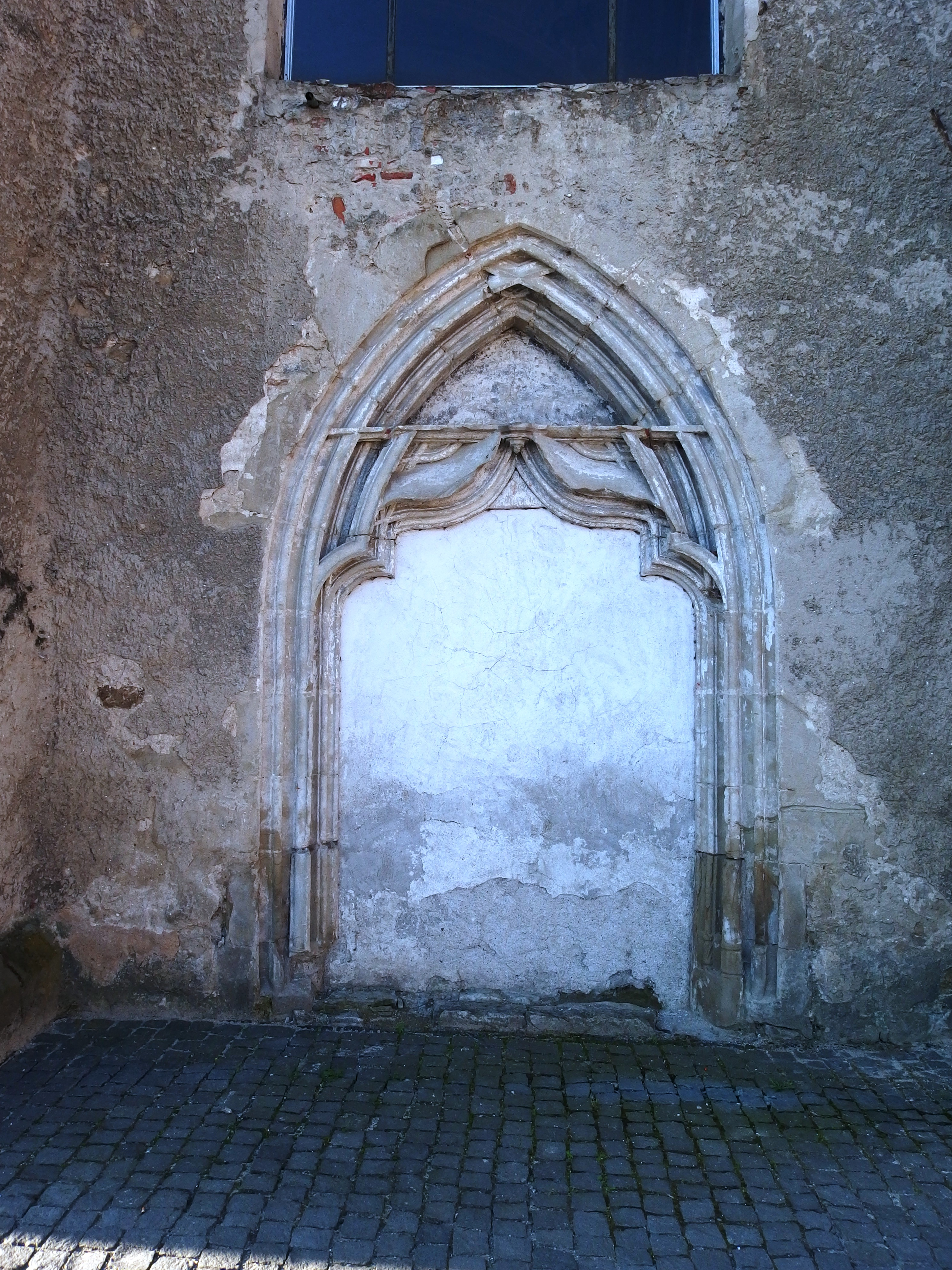
zazděný gotický portál kostela
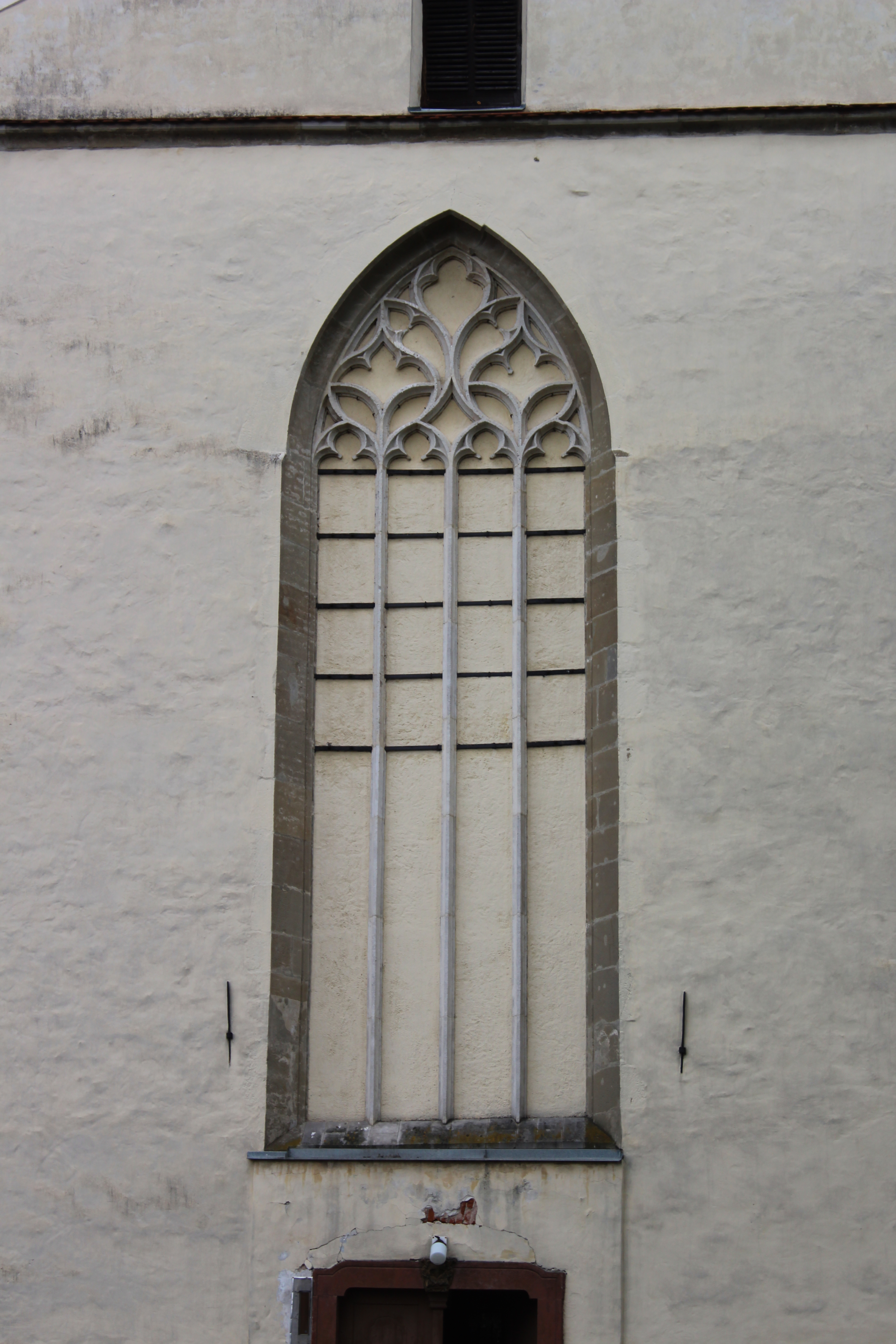
odkryté gotické okno
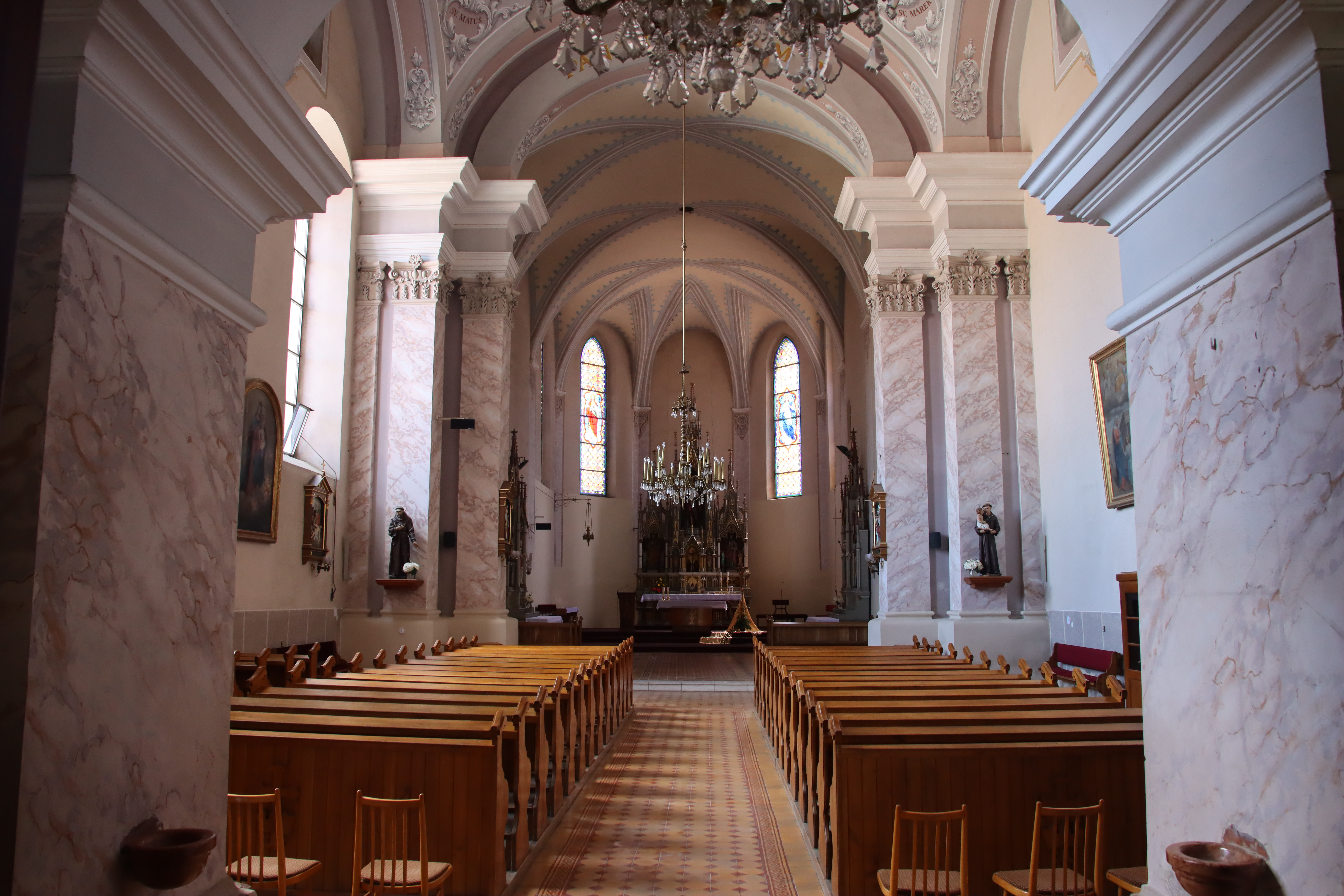
interiér kostela
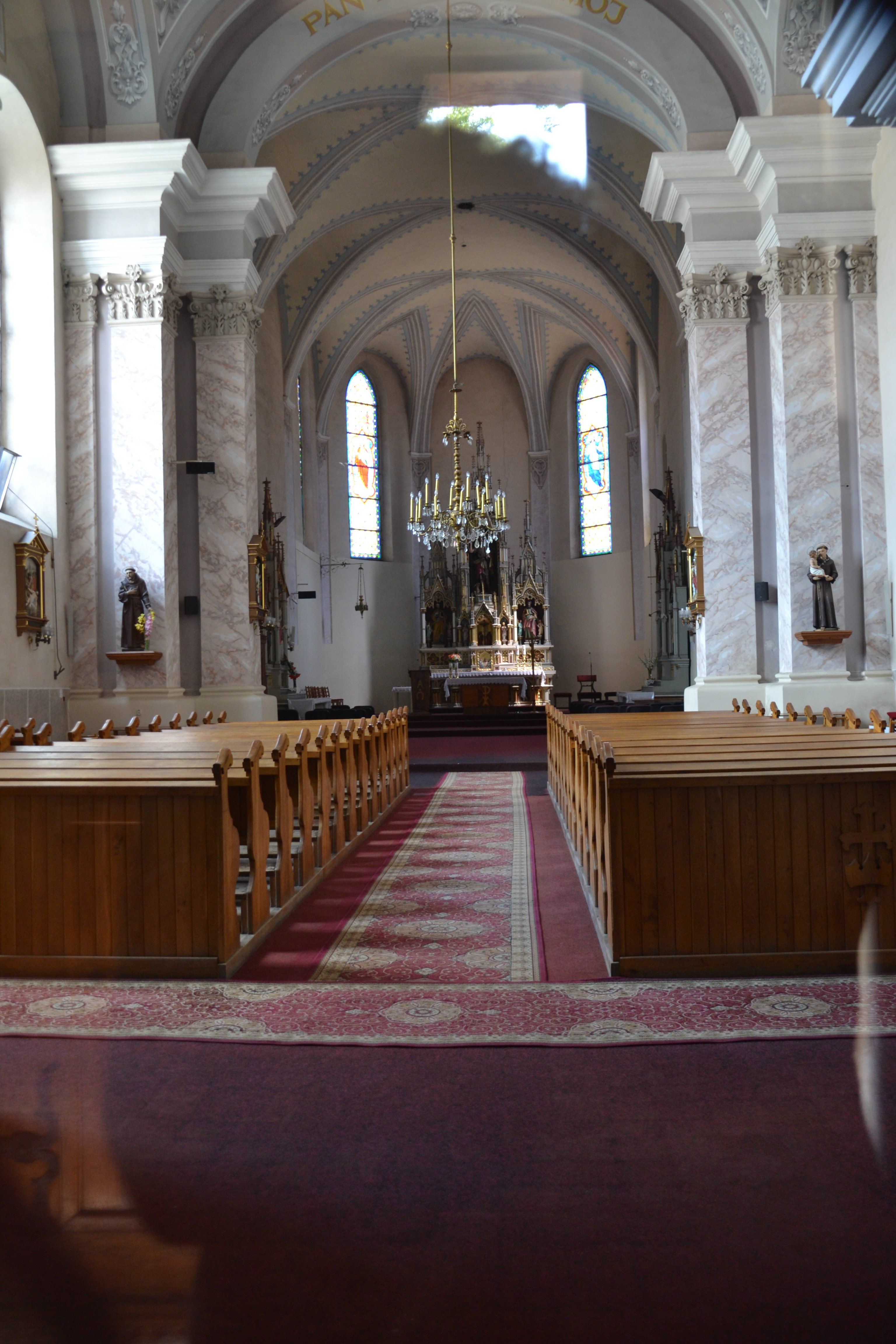
interiér kostela
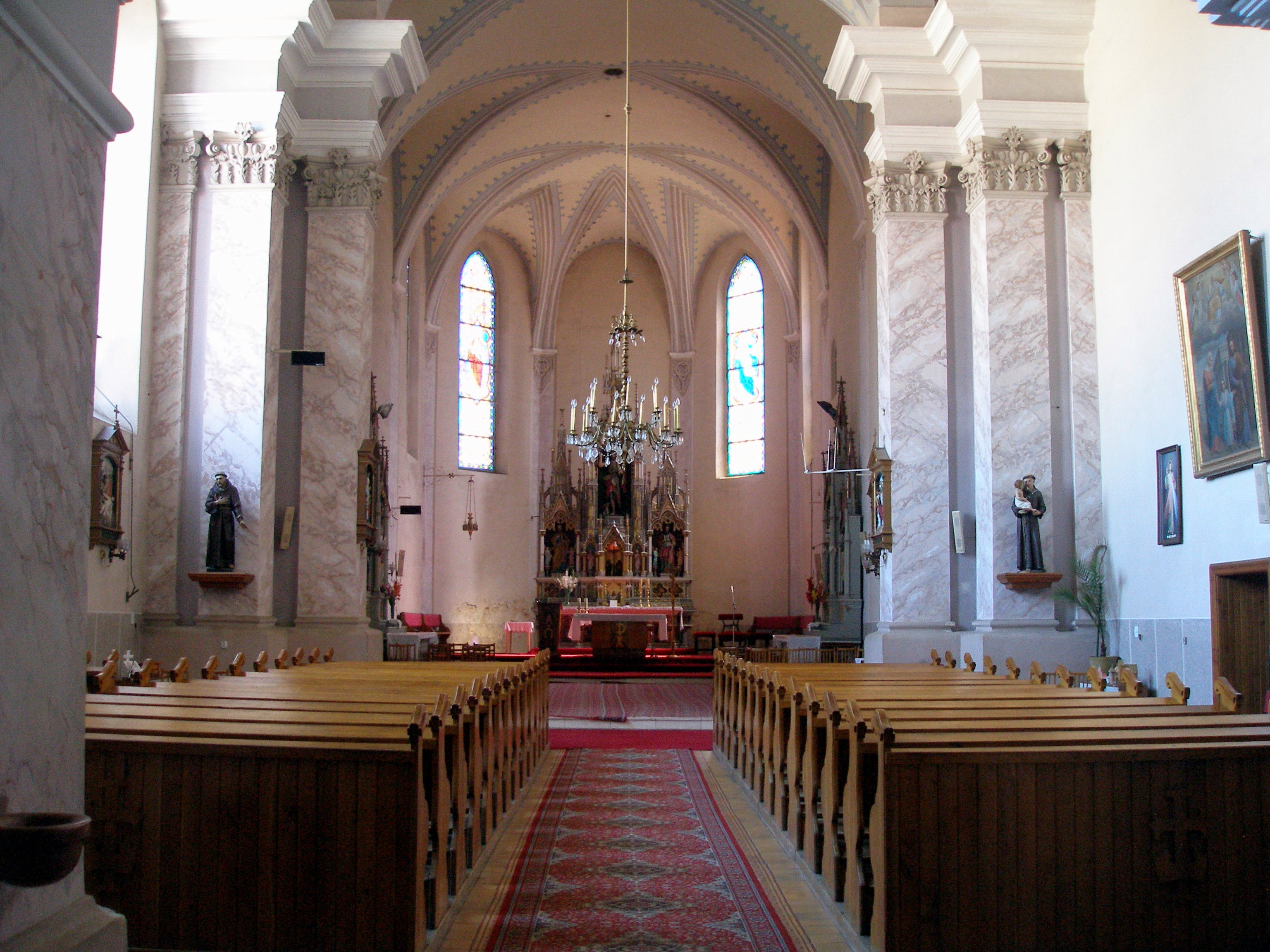
interiér kostela